# Wickliffe (Kentucky)
Wickliffe é uma cidade localizada no estado americano de Kentucky, no Condado de Ballard.

## Demografia
Segundo o censo americano de 2000, a sua população era de 794 habitantes.
Em 2006, foi estimada uma população de 787, um decréscimo de 7 (-0.9%).

## Geografia
De acordo com o United States Census Bureau tem uma área de
3,6 km², dos quais 3,6 km² cobertos por terra e 0,0 km² cobertos por água.

## Localidades na vizinhança
O diagrama seguinte representa as localidades num raio de 12 km ao redor de Wickliffe.